# DMAX V6
DMAX V6 — 3,0-литровый (2958 см3) дизельный двигатель внутреннего сгорания.

## Описание
Двигатель DMAX V6 разработан компанией Isuzu в Фудзисаве (Япония), однако права на разработку двигателя принадлежали General Motors. В двигателе применяются: аккумуляторная топливная система, непосредственный впрыск и 4 клапана на цилиндр. Также применяются турбокомпрессор с изменяемой геометрией и интеркулер. В Европе двигатель разрабатывался компаниями Opel и Renault.
Мощность двигателя составляет 125 кВт (168 л. с.) при 4000 об/мин, а крутящий момент — 350 Н⋅м при 1800 об/мин. Внутреннее обозначение — 6DE1.
Применения:
- Saab 9-5

2001—2005 (внутреннее обозначение D308L), 130 кВт (177 л. с.).
- Opel/Vauxhall Vectra и Signum

2003—2005 (внутреннее обозначение Y30DT), 130 кВт (177 л. с.).
2005—2008 (внутреннее обозначение Z30DT), 135 кВт (181 л. с.).

## Renault
- Renault Vel Satis[4]

2000—2010 (внутреннее обозначение P9X 701), 132 кВт (177 л. с.).
2005—2010 (внутреннее обозначение P9X 715) 135 кВт (181 л. с.).
- Renault Espace

2002—2006 (внутреннее обозначение P9X 701), 132 кВт (177 л. с.).
2006—2010 (внутреннее обозначение P9X 715), 135 кВт (181 л. с.).